# Bistum Teggiano-Policastro

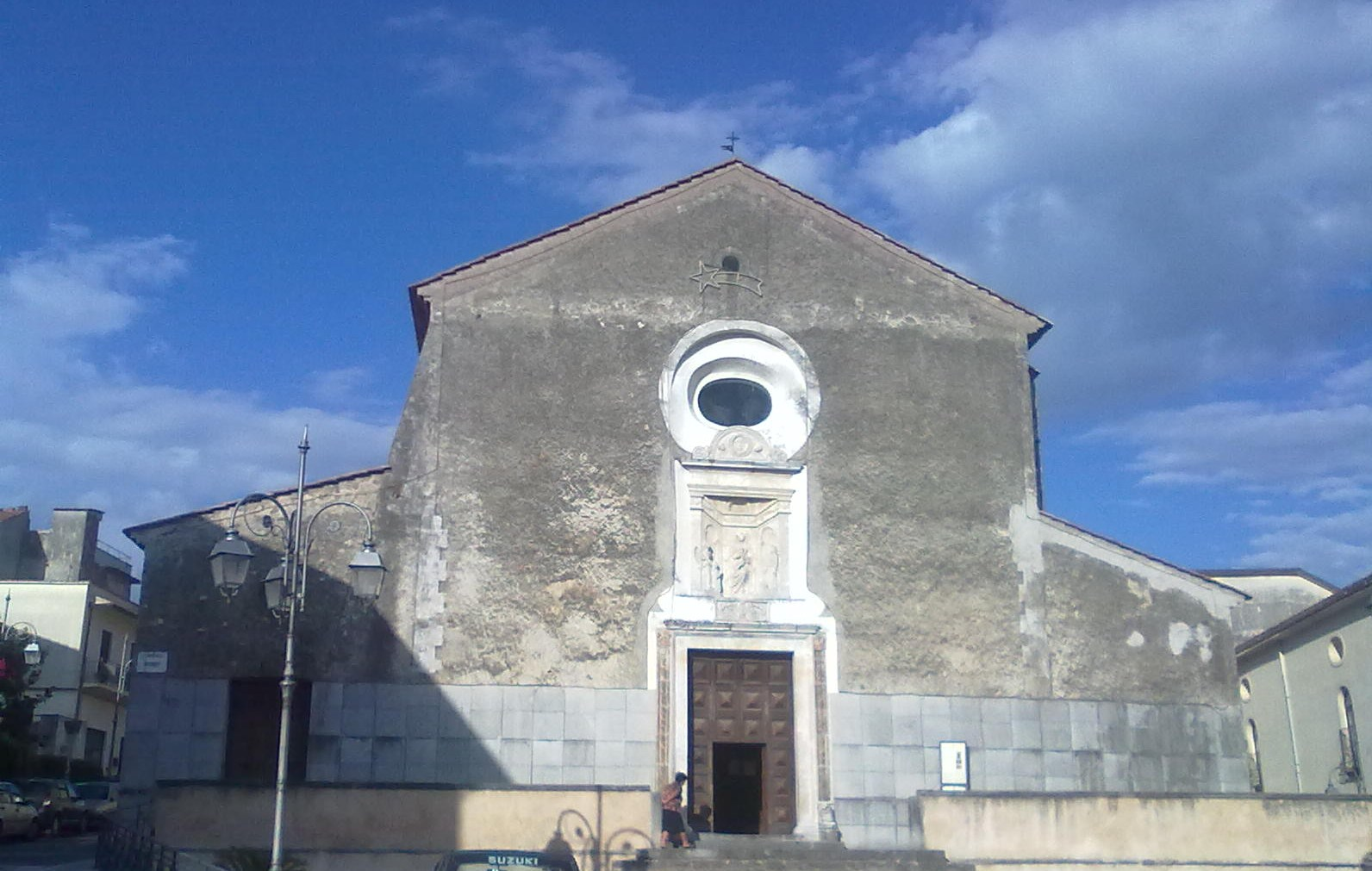
Konkathedrale Santa Maria Assunta in Policastro

Das Bistum Teggiano-Policastro (lateinisch Dioecesis Dianensis-Policastrensis, italienisch Diocesi di Teggiano-Policastro) ist eine in Italien gelegene römisch-katholische Diözese mit Sitz in Teggiano.

## Geschichte
Das Bistum Teggiano-Policastro wurde am 21. September 1850 durch Papst Pius IX. mit der Apostolischen Konstitution Ex quo imperscrutabili aus Gebietsabtretungen des Bistums Capaccio als Bistum Diano-Teggiano errichtet. Am 30. September 1986 wurde dem Bistum Diano-Teggiano durch die Kongregation für die Bischöfe mit dem Dekret Instantibus votis das Bistum Policastro angegliedert.
Das Bistum Teggiano-Policastro ist dem Erzbistum Salerno-Campagna-Acerno als Suffraganbistum unterstellt.

## Ordinarien

### Bischöfe von Diano-Teggiano
- Valentino Vignone, 1851–1857
- Domenico Fanelli, 1858–1883
- Vincenzo Addessi, 1884–1904
- Camillo Tiberio, 1906–1915
- Oronzo Caldarola, 1915–1954
- Felicissimo Stefano Tinivella OFM, 1955–1961, dann Koadjutorbischof von Turin
- Aldo Forzoni, 1961–1970, dann Bischof von Apuania
- Umberto Luciano Altomare, 1970–1986

### Bischöfe von Teggiano-Policastro
- Bruno Schettino, 1987–1997, dann Erzbischof von Capua
- Francesco Pio Tamburrino OSB, 1998–1999, dann Sekretär der Kongregation für den Gottesdienst und die Sakramentenordnung
- Angelo Spinillo, 2000–2011, dann Bischof von Aversa
- Antonio De Luca CSsR, seit 2011